# Rhododendron cruttwellii
Rhododendron cruttwellii är en ljungväxtart som beskrevs av Herman Otto Sleumer. Rhododendron cruttwellii ingår i släktet rododendron, och familjen ljungväxter. Inga underarter finns listade i Catalogue of Life.